# SOCOM (série de jeux vidéo)
Pour les articles homonymes, voir SOCOM.
 (novembre 2019).
Si vous disposez d'ouvrages ou d'articles de référence ou si vous connaissez des sites web de qualité traitant du thème abordé ici, merci de compléter l'article en donnant les références utiles à sa vérifiabilité et en les liant à la section « Notes et références ».
SOCOM  est une franchise développée par Zipper Interactive ou Slant Six Games selon les opus. De nombreux jeux sont sortis, sur PlayStation 2, PlayStation 3, PlayStation Portable, et même sur téléphone portable.
Les différents opus en fonction des consoles et dates de sortie ci-dessous:
- PlayStation 2
  - SOCOM: US Navy Seals en 2003
  - SOCOM II: U.S. Navy SEALs en 2004
  - SOCOM 3: U.S. Navy SEALs en 2006
  - SOCOM: U.S. Navy SEALs - Combined Assault en 2006 (version avec online commun à SOCOM 3 mais incluant des maps supplémentaires)

- PlayStation 3
  - SOCOM: Confrontation en 2008
  - SOCOM: Special Forces en 2011

- PlayStation Portable
  - SOCOM: U.S. Navy SEALs - Fireteam Bravo en 2006
  - SOCOM: U.S. Navy SEALs - Fireteam Bravo 2 en 2007
  - SOCOM: U.S. Navy SEALs - Tactical Strike en 2007
  - SOCOM: U.S. Navy SEALs - Fireteam Bravo 3 en 2010